# Métagénès

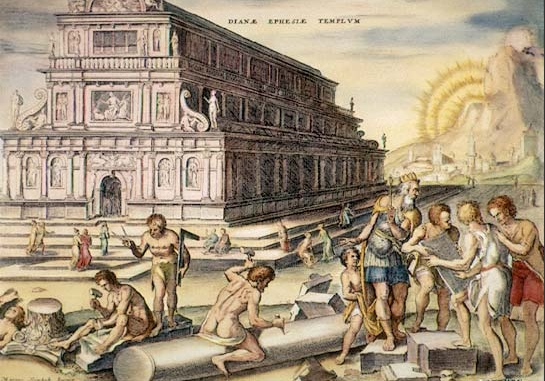
Le temple d'Artémis, gravure de Martin Heemskerck (1498 - 1574)

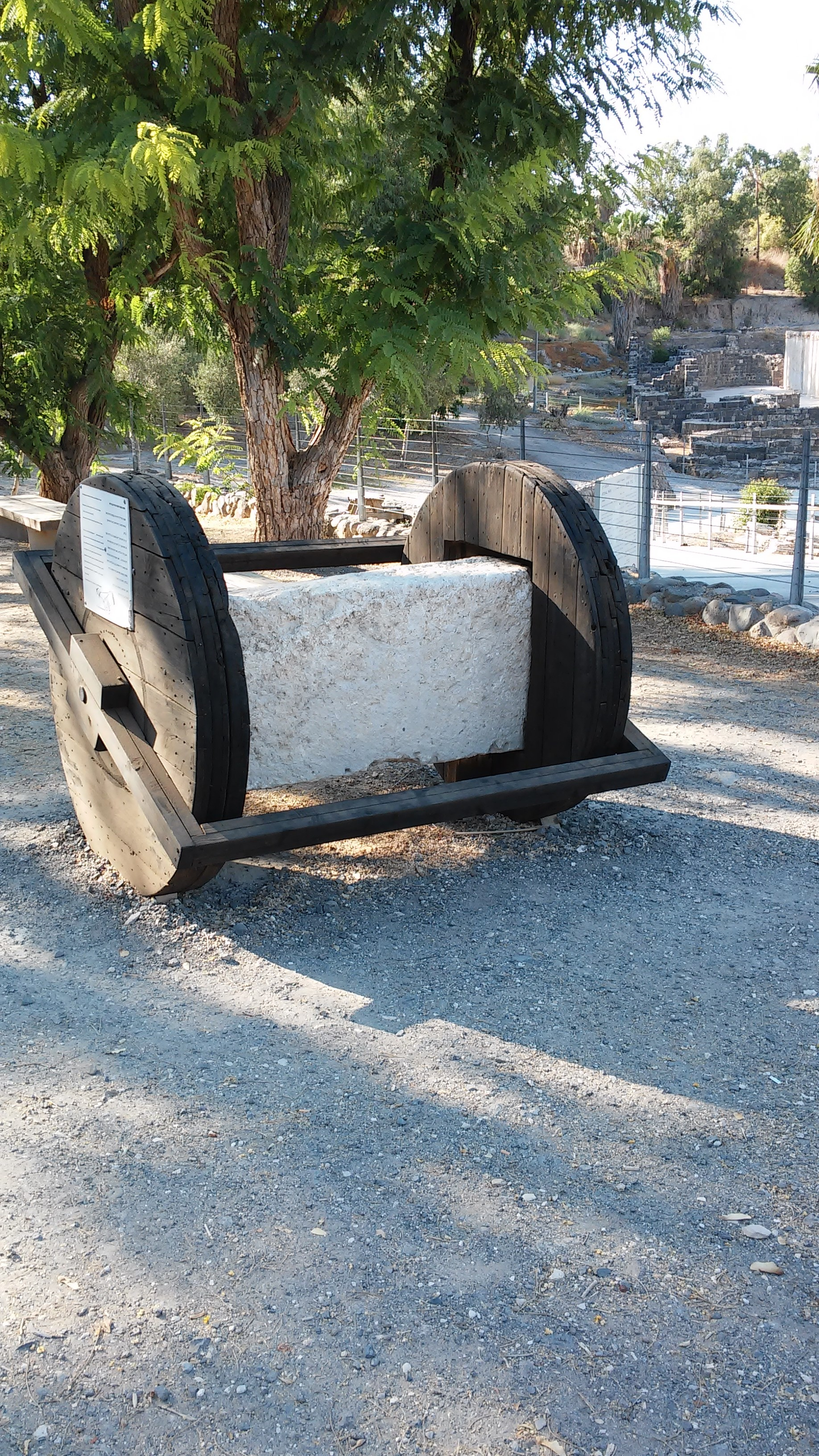
Roues de Métagénès, pour le transport de blocs de pierre

Métagénès (en grec ancien Μεταγένης / Metagénês) est un architecte et inventeur de Cnossos en Crète au VIe siècle av. J.-C.

## Notice historique

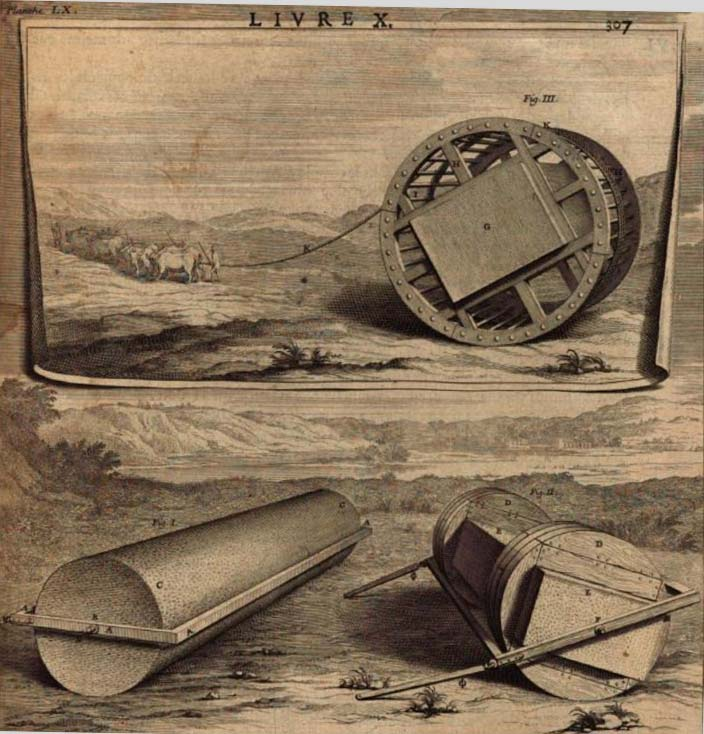
Roue à transporter les pierres

Il est, avec son père Chersiphron, un des architectes du début de la construction du Temple d'Artémis à Éphèse, également connu sous son nom grec d’Artémision, l’une des Sept merveilles du monde, achevée par Démétrios et Péonios.
Père et fils sont en outre reconnus pour leurs inventions servant à transporter les grandes pierres, dont la connaissance a été transmise par Vitruve. En 2016 est annoncée la première découverte de roues de Métagénès antiques, au large des Saintes-Maries-de-la-Mer. 
Ils ont contribué à l'ingénierie civile pour cette construction qu'un vandale Érostrate incendie le 21 juillet 356 av. J.-C. qui détruit totalement le temple d'Artémis, voulant ainsi se rendre célèbre. Avec Ictinos, il est également impliqué dans la construction du Télestérion d'Éleusis.